# Distretto di Andaman Meridionale
Il distretto di Andaman Meridionale è un distretto delle Andamane e Nicobare, in India, di 208 626 abitanti. Il suo capoluogo è Port Blair.